# .tl
.tl este un domeniu de internet de nivel superior, pentru Timorul de Est (ccTLD).